# Daniel Knop
Daniel Knop (* 1957) ist deutscher Fachjournalist im Grenzbereich zwischen Meeresaquaristik und Meeresbiologie. Neben einigen Fachbüchern und Patientenratgebern zu Fragen der Naturheilkunde verfasste und übersetzte er Bücher über marine Organismen, etwa das umfassende Standardwerk Lexikon der Meeresaquaristik. Daneben ist Knop Chefredakteur der Zeitschrift Koralle.
Daniel Knop fördert den Schutz natürlicher Riffbiotope und wirkt an mehreren Projekten in Indonesien und auf den Philippinen mit, bei denen es um die vegetative Vermehrung von Korallen im küstennahen Bereich geht und die lokale Fischerbevölkerung mit einbezogen werden soll, um den Fischereidruck auf die Riffe zu reduzieren. Die Korallengattung Knopia mit der bisher einzigen Art der Gattung Knopia octocontacanalis wurde nach ihm benannt, ebenso ehrt ihn der Artzusatz der Meeresschnecke Leucotina knopi.
Als Naturfotograf beschäftigt sich Knop mit Makrofotografie, Lupen- und Mikroskopfotografie mit Fokus-Stacking. Seine Aufnahmen von der Entwicklung eines Echten Clownfisches erreichten bei „Nikon’s Small World 2020 Photomicrography Competition“ den zweiten Platz.